# Möve im Felsenkeller

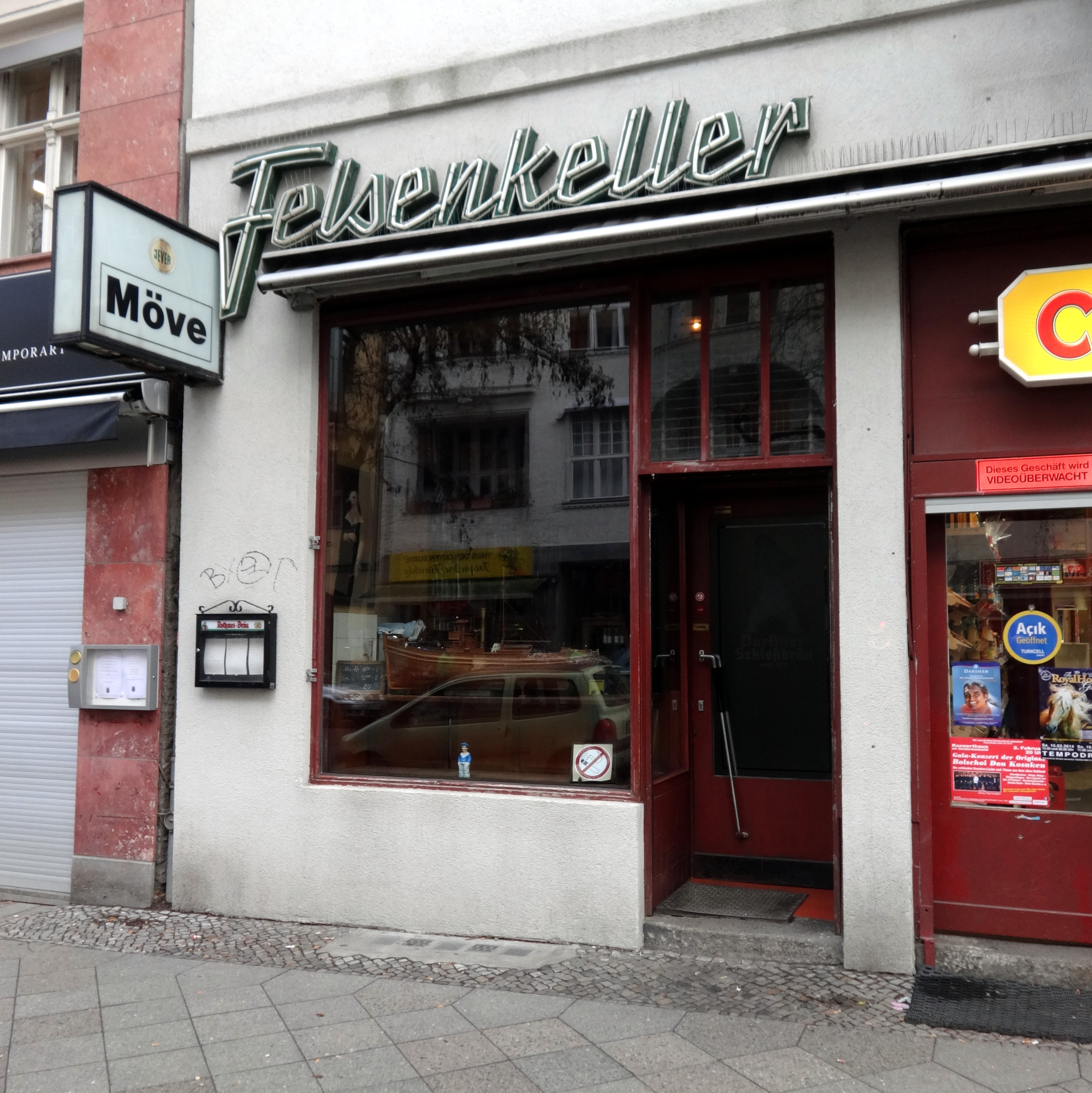
Eingang zum Felsenkeller

Die Möve im Felsenkeller (kurz: Der Felsenkeller) ist eine Kneipe in der Akazienstraße im Berliner Ortsteil Schöneberg. 
Die Kneipe ist eine Schlauchkneipe. Wenig mehr als fünf Meter breit ist sie 4,30 Meter hoch und etwa 20 Meter lang. Das Interieur mit Holzpaneelen an den Wänden stammt aus den 1920er Jahren, das Hinterzimmer ist mit der Einrichtung einer ehemaligen Kneipe in Berlin-Mitte aus den 1900er Jahren ausgestattet. Frank Jansen charakterisierte sie im Tagesspiegel als „Berliner Kneipenkultur in Hochform“. Die Ausstattung besteht aus Holztischen, das Publikum laut dem Berliner Stadtmagazin Zitty aus „intelligent aussehenden Schönebergern“, der Reiseführer Marco Polo verortet dort „Akademiker um die 30.“
Im Jahr 2007 sollte die Miete für den Felsenkeller erhöht werden, sodass der Betrieb des Lokals nicht mehr wirtschaftlich gewesen wäre. Die Inhaber Günter Döring und Michaela Friedrich wollten das Interieur nach New York verkaufen. Erst durch Presseberichterstattung und den Einsatz von Bezirksbürgermeister Ekkehard Band konnte der Vermieter überzeugt werden, die Mieterhöhung zurückzunehmen.
Zu den regelmäßigen Gästen gehörten Max Raabe, Markus Lüpertz und Daniel Brühl. Der Roman Middlesex, für den Jeffrey Eugenides einen Pulitzer-Preis gewann, entstand während eines Aufenthalts des Autors in Schöneberg – auch im Hinterzimmer des Felsenkellers. Die Lokalität selbst wird im Buch erwähnt, lässt sich aber ebenso unschwer in der Schilderung Berliner Kneipenszenen wiedererkennen.